# Tellmann József
Tellmann József (Szamosújvár, 1893. november 25. – Kolozsvár, 1957. december 3.) erdélyi magyar lapszerkesztő, közíró, Tellmann Jenő apja.

## Életútja, munkássága
A kolozsvári Ferenc József Tudományegyetem Matematika Karán szerzett egyetemi diplomát, ugyanitt tanársegéd volt az első világháború kitöréséig. Mint behívott tartalékos az orosz és az olasz frontokon harcolt. Miután 1918-ban leszerelték, visszatért az egyetemre, annak megszűnése után szülővárosában számvevőségi hivatalnok lett. 1926–29 között szerkesztette és kiadta a Szamos Tükre c. hetilapot, itt számos cikkben emelte fel szavát a népek közötti barátságért, a békéért.
Az 1940-es években Szamosújváron, majd Szegeden volt főszámvizsgáló. 1943-ban újra behívták katonának. 1944-ben, a deportálások idején tizenöt személyt mentett ki a gettóból, és rejtett el saját házában a gettósítás kezdetétől a szovjet csapatok bevonulásáig.
A háború után egy ideig munkanélküli volt, majd a dési cementgyárban lett könyvelő. Betegen költözött Kolozsvárra, itt hunyt el.
1999-ben az izraeli Jad Vasem Intézet a Világ Igaza címmel tüntette ki.